# Andreas Spann
Andreas Spann (* 17. Mai 1984 in Ulm) ist ein ehemaliger deutscher Fußballspieler.

## Karriere
In der Jugend spielte Spann in seiner Heimatstadt zunächst beim VfL Ulm und im Anschluss für den bayrischen Nachbarverein TSV Holzheim. Letztlich wechselte er zum SSV Ulm, bei dem er Juniorennationalspieler wurde. Im Jahr 2000 absolvierte er ein Probetraining bei Manchester United. Nachdem sich die England-Hoffnungen nicht erfüllten, wechselte er vom SSV Ulm in die Jugend des Bundesligisten Borussia Mönchengladbach. Dort brachte es der Stürmer bis in die deutsche U-19-Nationalmannschaft. In der Saison 2002/03 wurde er in den Kader der Bundesligamannschaft geholt und bekam am 19. April 2003 einen Einsatz im Spiel gegen Energie Cottbus. In den folgenden Jahren war er zwar als Perspektivspieler auch weiterhin für den Bundesligakader nominiert, aber über Einsätze in der Oberligamannschaft kam er nicht mehr hinaus. 2006 gelang ihm mit der zweiten Mannschaft der Borussen der Aufstieg in die Regionalliga Nord. Nachdem er die Saison mit lediglich neun Einwechslungen beendete und zudem die U-23-Grenze überschritt, kehrte er wieder in seine schwäbische Heimat zurück.
Spann schloss sich 2007 dem 1. FC Heidenheim 1846 an, mit dem er zunächst in der Oberliga Baden-Württemberg spielte. Dort kam er regelmäßig zum Einsatz und qualifizierte sich mit dem Verein 2008 für die nach der Ligareform neue viertklassige Regionalliga Süd, um ein Jahr später als Meister in die 3. Liga aufzusteigen. In der Profiliga hatte er dann seine bislang erfolgreichste Zeit. Mit 15 Toren in 35 Spielen war er im ersten Drittligajahr erfolgreichster Torschütze der Mannschaft und auch in der Saison 2010/11 war er mit 11 Toren noch auf Platz 2 im Team. Nicht gut lief es im Jahr darauf: Seine Treffer blieben hinter den Erwartungen zurück und er zog sich eine Schambeinreizung zu. Im Dezember 2011 erlitt er einen Kreuzbandriss, was die Saison 2011/12 für ihn vorzeitig beendete. In der darauf folgenden Spielzeit fiel er wegen eines Innenbandrisses und eines weiteren Kreuzbandrisses komplett aus.
Sein zum 30. Juni 2013 auslaufender Vertrag wurde nicht verlängert, woraufhin Spann am 14. Juli 2013 einen Einjahresvertrag beim Ligakonkurrenten VfL Osnabrück unterschrieb, wo er nach einem erfolgreichen Start jedoch auf Grund einer Systemumstellung kaum mehr zum Einsatz kam. Im April 2014 unterschrieb er daraufhin für die Saison 2014/15 einen Vertrag beim bayrischen Regionalligisten FV Illertissen. In der Folgesaison wurde er in die zweite Mannschaft versetzt und wechselte anschließend in der Winterpause 2016 zum SSV Ulm 1846, bei dem er ebenfalls in der zweiten Mannschaft antritt.

## Erfolge
- Aufstieg in die Regionalliga Nord mit Borussia Mönchengladbach II 2006
- Aufstieg in die 3. Liga mit dem 1. FC Heidenheim 2009
- 3. Liga-Spieler des Monats im März 2010